# Einkaufswagenstopper

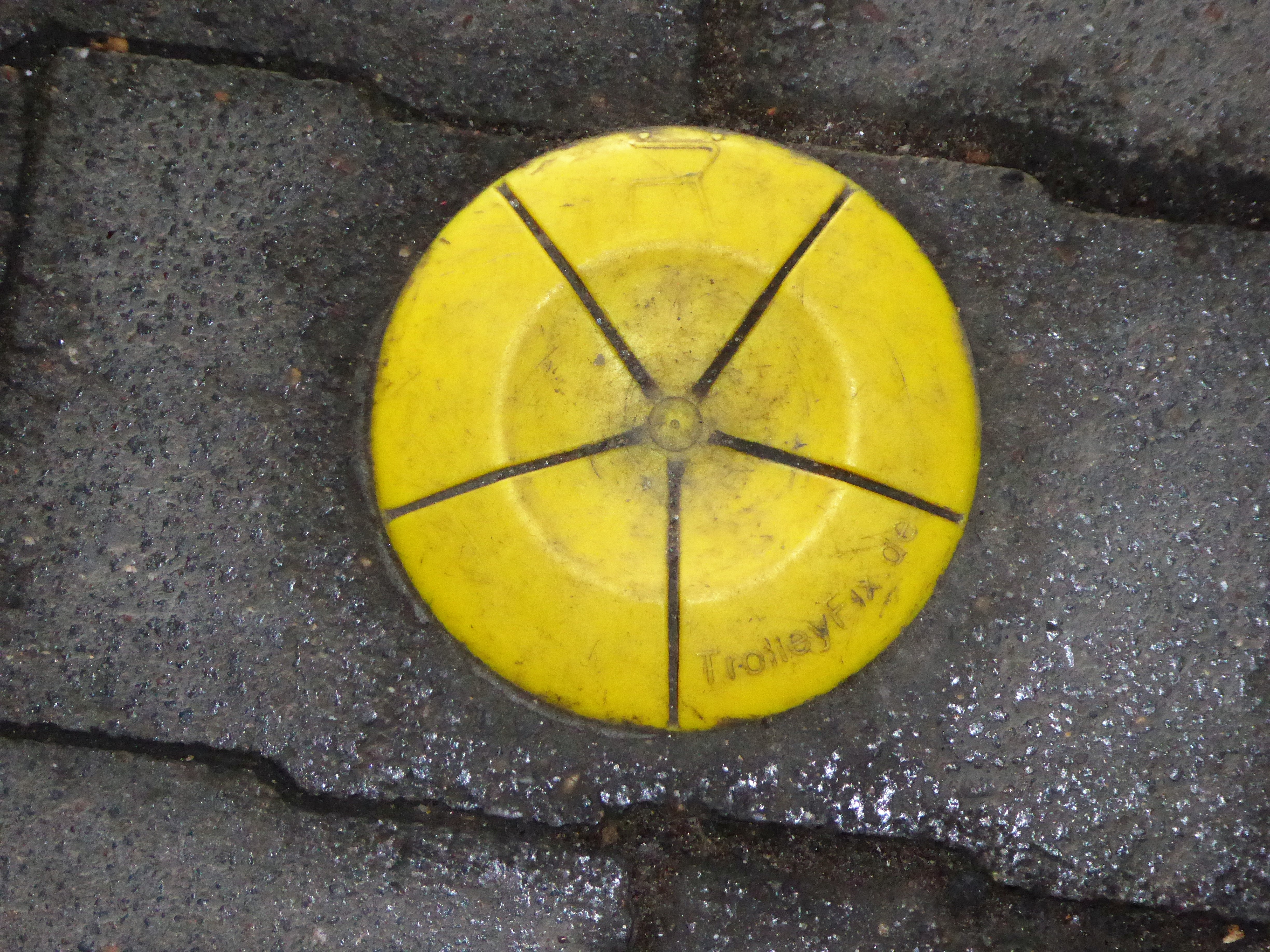
Einkaufswagenstopper

Ein Einkaufswagenstopper  ist eine aus Kunststoff bestehende kreisrunde Scheibe, die in der Mitte eine Vertiefung hat und auf Supermarktparkplätzen auf dem Boden von Parkbuchten aufgeklebt wird.

## Funktionsweise
Der Einkaufswagenstopper wurde 2013 entwickelt.
Er hat einen Durchmesser von 110 mm, eine Höhe von 10 mm und wiegt 28 g. 
Sternförmige Kerben dienen zum Wasserablauf aus der mittleren Vertiefung. 
Den Stopper gibt es in den Farben gelb, grün, rot und blau.
Der Einkaufwagenstopper dient dazu, bei Beladung eines Autos das Wegrollen des Einkaufswagens auf abschüssigen Kundenparkplätzen zu vermeiden und damit Schäden durch Kollisionen mit Autos oder Passanten zu verhindern. Dazu wird ein Rad des Einkaufswagens über den seitlichen Wulst in die innen befindliche Mulde des Stoppers gefahren, wodurch der Wagen fixiert wird. Nach Entladung des Einkaufs wird das Rad über den seitlichen Wulst geschoben und damit die Fixierung gelöst.